# Protaxis incisipennis
Protaxis incisipennis är en skalbaggsart som beskrevs av Maurice Pic 1939. Protaxis incisipennis ingår i släktet Protaxis och familjen långhorningar. Inga underarter finns listade i Catalogue of Life.